# Patricia Buriticá
Patricia Buriticá es Líder Sindical en Bogotá, Colombia. Defensora de los derechos de la mujer, promotora y conferencista en temas de Paz. Dirigente de la Casa de la Mujer Trabajadora, Miembro de la Federación Colombiana de Educadores Fecode, cofundadora de la Alianza Iniciativa mujeres colombianas por la Paz  IMP, Dirigente de la Central_Unitaria_de_Trabajadores_de_Colombia CUT, integrante de la Comisión Nacional  de Reparación y Reconciliación CNRR y Secretaria de Educación encargada de Bogotá.

## Biografía
Egresada de la Universidad Pedagógica Nacional de Colombia como Matemática. El asesinato de un compañero sindicalista la llevó al convencimiento de que la actividad sindical debía ir más allá de las reivindicaciones de la clase obrera y extenderse a la búsqueda de soluciones pacíficas a los conflictos que vive la sociedad colombiana. De su vida personal se conoce muy poco, está protegida por el Estado Colombiano dada la naturaleza de su trabajo y actividad sindical.
Desde 1995 dirige la Casa de la Mujer Trabajadora, proyecto que promueve la generación de empleo para mujeres cabeza de familia y trabajadoras del sector informal, y en el año 2000 organiza la Marcha Mundial de las Mujeres desde Colombia, en coordinación con otras organizaciones de mujeres.
Es una de las Fundadoras de la IMP Alianza Iniciativa mujeres colombianas por la Paz en el 2002, que congregó a 216 organizaciones de todo el país. En este mismo año, organiza una Marcha de Mujeres contra la Guerra, en la que participan más de 40.000 mujeres. Desde 2004 lleva a cabo el proyecto "Mesa Nacional de Incidencia por el Derecho a la Verdad, la Justicia y la Reparación con Perspectiva de Género", que busca implicar a las mujeres víctimas del conflicto armado en la toma de decisiones. En el año 2005 conformada el Colectivo Mil Mujeres y un Premio Nobel de La Paz. 
Fue catedrática de Historia en La Universidad del Atlántico y fundadora del Centro de Documentación para la mujer.
Vinculada a la Alcaldía Mayor de Bogotá. como Subsecretaria de Calidad y Pertenencia en la Alcaldía de Gustavo Petro y posteriormente Secretaria de Educación Encargada de agosto de 2014 hasta 2015.
Actualmente integra la Comisión Nacional de Reparación y Reconciliación (Colombia) (CNRR)]. Es una organización de carácter mixta compuesta por representantes del gobierno, la sociedad civil, las organizaciones de víctimas y organismos de control del Estado Colombiano.
""En mi condición de mujer, ha sido muy difícil incursionar en el mundo sindical". así se expresó sobre su trabajo de 17 años para que la mujer tenga cada vez más espacio en el campo laboral colombiano. Reparte su tiempo entre el hogar, donde su esposo e hijos que además de comprenderla la apoyan, y la vicepresidencia de la Central Unitaria de Trabajadores de Colombia -CUT-, donde tiene a su cargo la Coordinación del Departamento de la Mujer, su carisma y manera inteligente de abordar los temas laborales han hecho de esta líder sindical una dirigente con carácter en un ambiente hecho, dirigido y ejecutado por hombres."